# Thylacosmilus
Thylacosmilus (även kallad på svenska för Pungsabeltiger) är ett utdött släkte av pungdjur som levde i Sydamerika mellan miocen och pliocen. De hade ett utseende som påminner om sabeltandade katter av rovdjursunderfamiljen Machairodontinae men Thylacosmilus tillhör en helt annan utvecklingslinje.